# Morolo

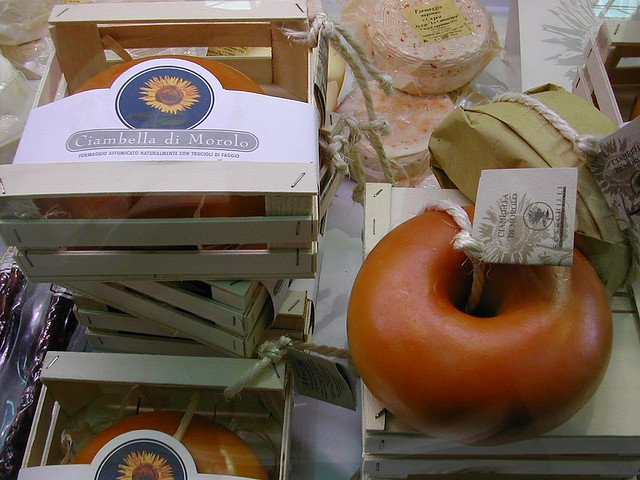
Ciambella di Morolo in mostra al Salone del gusto.

Moròlo (Muròlu in dialetto locale) è un comune italiano di 3 147 abitanti della provincia di Frosinone nel Lazio, nella Media Valle Latina.

## Geografia fisica

### Territorio
Situato a 397 metri di altezza, tra l'altopiano dei Monti Lepini e la piana del Sacco.

### Clima
Ha un clima temperato in inverno e fresco in estate.

## Storia
Secondo quanto riferiscono Tito Livio e Dionigi di Alicarnasso nei loro studi le origini si potrebbero far risalire ad Ecetra, antica città dei Volsci che secondo alcuni storici locali sarebbe esistita a valle dell'attuale Morolo, centro di primaria importanza commerciale e strategica perché punto di smistamento delle armate delle valli del Sacco, del Liri e del Fibreno, che vi confluivano per organizzarsi nella lotta contro i contingenti della Lega Latino-Ernica. Tuttavia, già Antonio Biondi nel suo "Morolo" a buon titolo smentisce questa eventualità con la quale è concorde Cesare Bianchi, che scrive di Ecetra a proposito di Supino, paese confinante.
Tratti di mura megalitiche della città scomparsa sono presenti in contrada Casali; le fondamenta delle ville romane, con i reperti rinvenuti nelle contrade Cona, Colle della Corte, Fontana del Muriglio e Madonna del Piano, attestano un vasto insediamento, protrattosi fino al periodo imperiale.
Molto probabilmente gli abitanti di Ecetra, a seguito di una catastrofica alluvione, furono costretti a ricostruire un insediamento urbano fortificato per trovare protezione anche dalle invasioni barbariche, ritirandosi più a monte ricostruendo un insediamento urbano fortificato "a cui forman segio le montagne ora nomate Valle Civita ed Audetta esposto ad oriente, ed occupato nel mezzo giorno dalle montagne di Sgurgola e Supino, per cui due terzi del suo corso il sole non più spande sopra esso i brevi benefici raggi. Lo circondarono di forti mura, di varie torri e baluardi, come tuttora si osservano gli avanzi con cinque porte ora dette Porta Castello, Porta S. Croce, Porta Angelica, Porta Civita e Porta Celsi. Vi fabbricarono una forte Cittadella nella sommità di esso, per l'addietro sì vaga e deliziosa, della quale ne presero possesso i Colonnesi e vi fecero stabile dimora."
La leggenda vuole Morolo fondata verso l'anno 210 a.C., quando Annibale passò in queste contrade, sconfiggendo i Ferentinesi, distruggendo ogni cosa e, quindi pose l'assedio a Roma.
Un oppidum Murolum risulta dalla bolla di papa Urbano II dell'agosto 1088, con la quale Pietro, vescovo di Anagni, veniva investito del possesso.
Nella notte del 1216 Giovanni conte di Ceccano assalì e distrusse la Rocca di Morolo e come narra il Canali nei "Cenni storici della terra di Morolo", "in questa strage perirono tra uomini e donne 424, cioè tutte quelle persone che non poterono con la fuga campare la vita".
Nel settembre 1303 Tommaso da Morolo partecipò, con un contingente armato con Sciarra Colonna e il Nogaret, all'assalto di Anagni nel tentativo di catturare papa Bonifacio VIII. Nell'anno 1304 fu chiamato Morolo da papa Benedetto XI, nella celebre bolla di scomunica Flagitiosum scelus pubblicata a Perugia il 13 giugno.
Nel 1385 Fabrizio Colonna allargò i possedimenti familiari, con i beni portatigli in dote dalla moglie Nanna di Supino; e nel 1423 papa Martino V, della casata dei Colonna, autorizzava il monastero di Santa Maria Nova a vendere la sua quota: così tutto il territorio morolano veniva in possesso di Antonio Colonna. Dopo tre confische, avvenute nel 1505 da parte di Alessandro VI e nel 1541 da parte di Paolo III e infine nel 1556 da parte di Paolo IV, i Colonna riebbero definitivamente il castello di Morolo nel 1562 per mano di Pio IV.
Nel 1610 Marcantonio Colonna concesse lo statuto alla comunità morolana e nel luglio del 1739 Fabrizio Colonna modificò detto statuto con clausole più favorevoli alla popolazione.
Dopo quest'ultimo documento ufficiale di importanza storica il nome di Morolo non compare più in altri documenti, tranne in alcuni di importanza locale nei quali viene riportato il suo nome e fornite indicazioni su avvenimenti e storie del paese.
La guerra tra papa Paolo IV e il re di Spagna Filippo II sconvolse negli anni 1556-1557 tutto il Lazio e di conseguenza anche Morolo (ma nei resoconti bellici di tale guerra non si fa menzione del paese); Paliano e Anagni subirono danni ingenti, Segni fu quasi distrutta, Frosinone ridotta agli estremi e di sicuro Morolo in quegli anni dovette subire la decadenza economica e sociale che afflisse l'intera regione.
Nel 1614 il comune di Morolo ebbe dal principe Colonna quarantadue rubbia e mezza quarta di grano (pari a 78 quintali) da restituirsi al raccolto del successivo anno. Il grano fu dato in prestito alle famiglie, che ne fecero domanda in ragione di mezza quarta (30 kg) a famiglia per semine e consumo alimentare. Si può supporre che quasi tutte le famiglie ne fecero domanda data la miseria cronica dei tempi. Da tale distribuzione si potrebbe concludere che le famiglie di Morolo nel 1614 erano circa 260 (con una media di sei persone a famiglia, risulterebbe una popolazione di circa 1 600 abitanti).
Il 3 settembre 1735, per disposizione del Governo Pontificio centrale, fu costituito in tutti i comuni dell'attuale Lazio il Monte frumentario per venire incontro alle necessità delle semine degli agricoltori più bisognosi. Quest'istituzione rimase in vita fino al 1881; ne fu ultimo amministratore Romolo Fiaschetti.
Con atto del 13 agosto 1674 viene regolato il canone annuo che il comune di Morolo doveva pagare al comune di Ferentino per il diritto di pascolo nella zona di Monte Rave: uno scudo per ogni bove.
In data 10 marzo 1679 Angelo Pacifici di Morolo rivolge domanda al Vescovo di Anagni per essere nominato custode e gestore dell'ospedale; possiamo supporre che l'ospedale fosse dotato di attrezzature rudimentali e funzionasse più da ricovero per gli ammalati bisognosi o privi di assistenza. L'edificio era situato nel largo ancora esistente dietro la chiesa di Santa Maria e il suo fabbricato fu demolito solo nel 1930, quando era già fatiscente. La strada che da piazza E. Biondi sale fino in cima ai resti della Rocca dei Colonna ha però conservato il nome di Via dell'Ospedale.
Nei secoli XVII e XVIII i principi Colonna, a più riprese, allentarono sempre più i vincoli feudatari, fino a quando nel 1908 rinunziarono in modo definitivo a qualsiasi diritto e anche alla proprietà, a favore del Comune di Morolo, dei resti della Rocca.
Nel 1703, sotto il regno di papa Clemente XI, fu ricostruito il ponte sul fiume Sacco da poco crollato. Nel 1803, essendo il ponte nuovamente crollato nel 1801, fu di nuovo ricostruito insieme al tratto di strada rotabile per allacciarlo alla carrozzabile che andava alla Tomacella dalla chiesa della Madonna del Piano (l'odierna strada morolense). Solo nel 1851 fu costruita la strada carrabile dalla chiesa della Madonna del piano all'ingresso del paese fino all'attuale piazza della Libertà su progetto dell'ingegnere G. Ricci di Ferentino.
Nel 1809 i morolani seppero di non appartenere più allo Stato Pontificio, soppresso da Napoleone, il quale aveva deportato in Francia come prigioniero papa Pio VII: Morolo fu aggregato al dipartimento del Tevere il cui capoluogo era Roma. Alcuni giovani morolani ebbero l'onore di militare nell'esercito napoleonico e si ha notizia che due di essi, un Mancini e un Giuliani, parteciparono alla campagna di Russia.
Nel febbraio 1863 fu inaugurata la tratta ferroviaria, all'inizio ad un solo binario, Roma-Ceprano città, a quei tempi città al confine dello Stato Pontificio. Per usufruire di essa però i morolani dovevano recarsi alla vicina stazione di Ferentino, perché la stazione di Morolo fu costruita solo in seguito. La costruzione della ferrovia fu eseguita da un'impresa francese.
Nel 1867 i liberali di Morolo si mossero e si armarono, sotto la guida di Ettore Tranquilli, per combattere a fianco delle truppe di Garibaldi. Il 12 settembre 1870 il generale dell'esercito piemontese Diego Angioletti, al comando della IX divisione, movendo da San Giovanni Incarico entrò nello Stato Pontificio e il 13 settembre occupò Frosinone; il giorno dopo un reparto della divisione occupò Morolo, arrestò Benedetto Renzoni, già capitano dell'esercito pontificio, e lo tradusse alla fortezza di Gaeta.
Dopo l'unità d'Italia, il primo sindaco di Morolo fu Giacinto Girolami.
Il 23 febbraio 1889 fu inaugurata nella piazza principale la fontana opera di scalpellini della Val Comino; l'acqua che da essa sgorga fu captata sulle montagne dalla fonte Sant'Antone ad opera della ditta Martorelli. La spesa ammontò a complessive 36 405 lire.
L'artista Ernesto Biondi vince il primo premio (Grand Prix) all'esposizione mondiale di Parigi del 1900 per la scultura bronzea "Saturnalia" in seguito acquistata dallo Stato per 400.000 lire e attualmente alla Galleria di Arte Moderna di Roma.

## Monumenti e luoghi d'interesse

### Architetture religiose

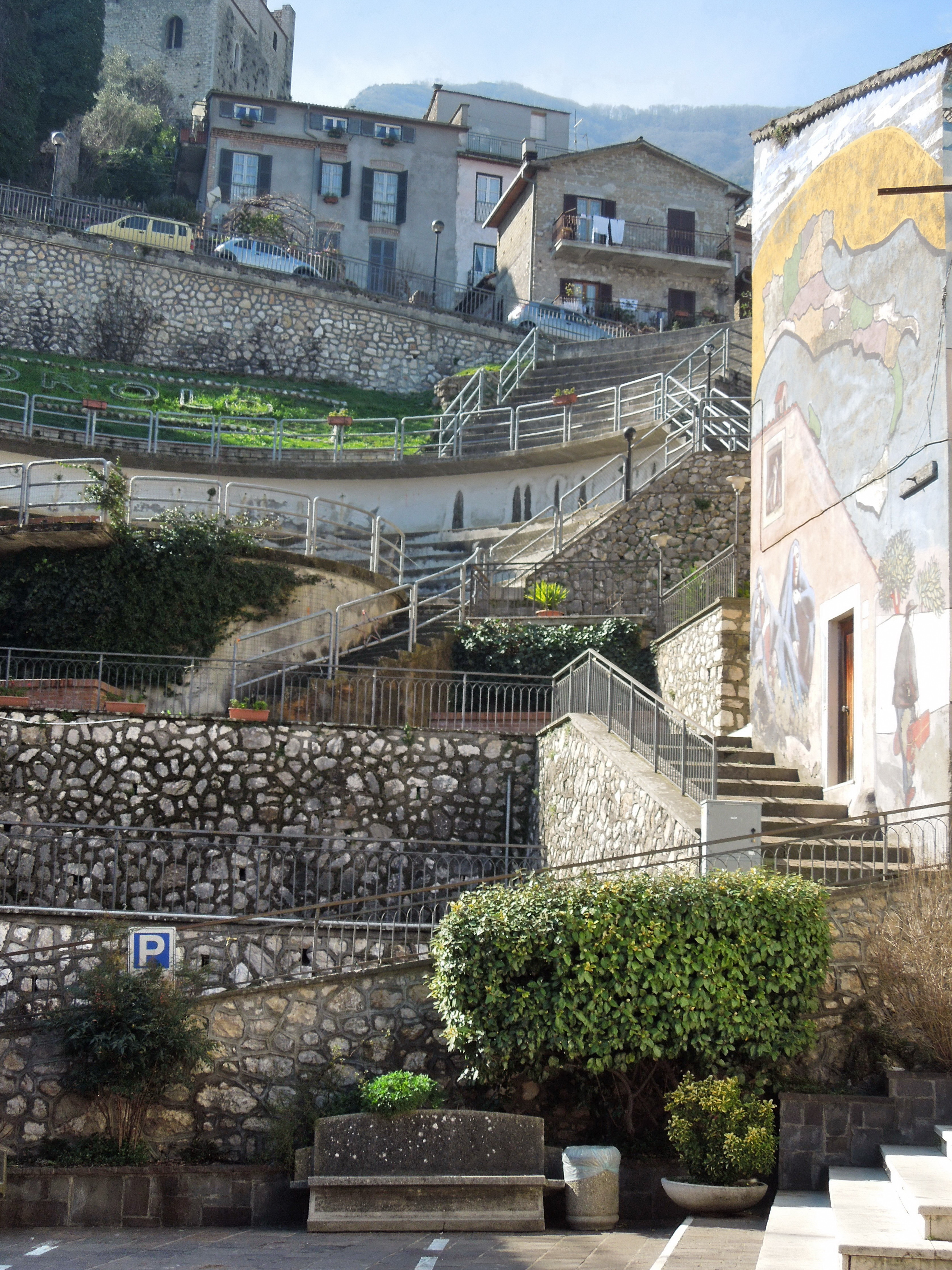
La scalinata da Piazza Ernesto Biondi

- Chiesa collegiata di Santa Maria Assunta. Dopo aver attraversato strade e vicoli in salita ci si trova al cospetto della monumentale e imponente facciata della chiesa collegiata di Santa Maria Assunta, costruita nel 1642 con la doppia scalinata, al cui ingresso è stato posto nel 1973 un elaborato cancello in bronzo. Sulla sommità delle scale si trova la statua di San Francesco riprodotto dall'opera di Ernesto Biondi. L'immagine del santo domina sull'omonima piazza, punto di ritrovo per i morolani e di richiamo per i turisti. Al centro di essa c'è la fontana su cui sono raffigurati a rilievo due mascheroni e lo stemma dei Colonna. Ha un'unica navata e sei cappelle, tre a destra e tre a sinistra. Il presbiterio, oltre l'altare maggiore, ha un ampio coro ligneo e contiene la grande pala raffigurante l'Assunzione di Maria al cielo, dipinta nel 1750 da Sebastiano Conca.
La chiesa fu consacrata il 22 ottobre 1641, le tre campane furono fuse nel 1638, nel 1697 fu installato l'orologio sulla torre campanaria.
In data 17 luglio 1782 la chiesa fu elevata alla dignità di collegiata da papa Clemente XIII e in tal modo essa cominciò ad essere officiata da un collegio o capitolo di dodici canonici con a capo l'arciprete.
Nel 1934 l'interno della chiesa venne restaurato, nel 1942 venne completamente rifatta la pavimentazione interna, nel 1953 fu rinnovata la scalinata esterna; nel 1971 sulla sommità della scalinata fu eretta la statua in bronzo di San Francesco, copia del capolavoro dello scultore morolano Ernesto Biondi, nel 1972 la chiesa fu arricchita dal portale e nel 1973 dalla cancellata, opere in bronzo dello scultore Tommaso Gismondi.
- Chiesa di San Pietro
- Santuario della Madonna delle Grazie, presso la Chiesa della Madonna del Piano, situata ai piedi del paese. Molto probabilmente fu edificata prima dell’anno 1682. Originariamente era una piccola cappella, nel 1909 assunse le dimensioni attuali. Il campanile adiacente fu costruito 4 anni dopo, nel 1913 e nel 1975 lo scultore Tommaso Gismondi ha realizzato una artistica porta in bronzo. Inoltre al suo interno è possibile ammirare un affresco, che raffigura la Madonna Delle Grazie con ai lati San Sebastiano e San Rocco, risalente agli inizi del 1600.[7]

### Architetture militari
- Castello; nel punto più alto del paese, tra il verde cupo delle montagne emergono i resti del Castello dei Colonna. Parte della popolazione abita tuttora entro la cerchia delle mura.

### Altro
- La sorgente Sant'Antone (mt. 1005), la cui acqua è efficace contro gli acidi urici ed i calcoli renali, si trova a breve distanza del paese.

## Società

### Evoluzione demografica
Abitanti censiti

### Cucina
- GranCacio di Morolo, formaggio stagionato da 5 a 24 mesi
- Ciambella di Morolo, formaggio semi-stagionato a pasta filata.

### Musica
- Gruppo Folkloristico "Chigli de 'Mbrolo"
- Gruppo musicale "L'Allegra Brigata di Morolo, Ciociaria, Italia, World", più comunemente conosciuta con il nome "Brigallè".

### Istituzioni, enti e associazioni
- Croce di San Giovanni - S.O.G.IT.
- Protezione Civile Volontari

## Economia
Di seguito la tabella storica elaborata dall'Istat a tema Unità locali, intesa come numero di imprese attive, ed addetti, intesi come numero di addetti delle imprese locali attive (valori medi annui).
|           | 2015                  |                              |                            |                |                       |                     | 2014                  |                | 2013                  |                |
| --------- | --------------------- | ---------------------------- | -------------------------- | -------------- | --------------------- | ------------------- | --------------------- | -------------- | --------------------- | -------------- |
|           | Numero imprese attive | % Provinciale Imprese attive | % Regionale Imprese attive | Numero addetti | % Provinciale Addetti | % Regionale Addetti | Numero imprese attive | Numero addetti | Numero imprese attive | Numero addetti |
| Morolo    | 166                   | 0,49%                        | 0,04%                      | 530            | 0,5%                  | 0,03%               | 176                   | 513            | 184                   | 502            |
| Frosinone | 33.605                |                              | 7,38%                      | 106.578        |                       | 6,92%               | 34.015                | 107.546        | 35.081                | 111.529        |
| Lazio     | 455.591               |                              |                            | 1.539.359      |                       |                     | 457.686               | 1.510.459      | 464.094               | 1.525.471      |

Nel 2015 le 166 imprese operanti nel territorio comunale, che rappresentavano lo 0,49% del totale provinciale (33.605 imprese attive), hanno occupato 530 addetti, lo 0,5% del dato provinciale; in media, ogni impresa nel 2015 ha occupato tre addetti (3,19).

## Infrastrutture e trasporti

### Ferrovie
|  | È raggiungibile dalla stazione di Morolo. |

## Amministrazione
Fino al 1870 ha fatto parte della provincia pontificia di Marittima e Campagna che venne soppressa con l'Unità d'Italia e accorpata nella provincia di Roma. Nel 1927, a seguito del riordino delle circoscrizioni provinciali stabilito dal regio decreto n. 1 del 2 gennaio 1927, per volontà del governo fascista, quando venne istituita la provincia di Frosinone, Morolo passò dalla provincia di Roma a quella di Frosinone. Il sindaco è Gino Molinari, candidato della lista "Verso orizzonti nuovi".

### Gemellaggi
- Hosszúhetény

### Altre informazioni amministrative
- Fa parte della Comunità montana Monti Lepini, Ausoni e Valliva

## Sport

### Calcio
- A.S.D. Morolo Calcio che, nel campionato 2023-24, milita nel campionato maschile di Prima Categoria.

### Calcio a 5
- Morolo Calcio che, nel campionato 2022-23, milita nel campionato maschile di Serie C2.[10]

### Podismo
- Podistica Amatori Morolo

### Impianti Sportivi
- Stadio Marocco Arnaldo